# Carenesycha
Carenesycha is een kevergeslacht uit de familie van de boktorren (Cerambycidae). De wetenschappelijke naam van het geslacht werd voor het eerst geldig gepubliceerd in 1990 door Martins & Galileo.

## Soorten
Carenesycha omvat de volgende soorten:
- Carenesycha carenata Martins & Galileo, 1990
- Carenesycha velezi Martins & Galileo, 1995